# Cyprinella callistia
Cyprinella callistia es una especie de peces de la familia Cyprinidae.

## Morfología
Los machos pueden llegar alcanzar los 13 cm de longitud total.

## Hábitat
Es un pez de agua dulce.

## Distribución geográfica
Se encuentran en la cuenca de la bahía de Mobile. Sureste de Tennessee, noroeste de  Georgia, Alabama y noreste de Misisipi (Estados Unidos).